# ماركوس باي
ماركوس باي (بالدنماركية: Markus Bay)‏ (17 فبراير 1997 في الدنمارك - ) هو لاعب كرة قدم دانمركي في مركز الوسط. لعب مع أياكس أمستردام.

## وصلات خارجية
- ماركوس باي على موقع قاعدة بيانات كرة القدم.إي يو (الإنجليزية)
- ماركوس باي على موقع Soccerway.com (الإنجليزية)
- ماركوس باي على موقع عالم كرة القدم.نت (الإنجليزية)